# Сант'Андреа (Римини)
Сант'Андреа је насеље у Италији у округу Римини, региону Емилија-Ромања.
Према процени из 2011. у насељу је живело 1260 становника. Насеље се налази на надморској висини од 66 м.